# سام جونستون
صموئيل «سام» لوك جونستون (من مواليد 25 مارس 1993) هو لاعب كرة قدم إنجليزي يلعب كحارس مرمى لدونكاستر روفرز على سبيل الإعارة من مانشستر يونايتد.

## سيرة اللاعب
مانشستر يونايتد
انضم جونستون إلى مانشستر يونايتد على مستوى الأكاديمية في موسم 2010-11، وكان الحارس رقم واحد في الأكاديمية.
في 26 يوليو من عام 2011، انضم جونستون إلى أولدهام أثليتيك على سبيل الإعارة.
يوم 20 مارس من عام 2013، وافق مانشستر يونايتد لجونستون لقضاء بقية الموسم على سبيل الإعارة لوالسول.
أبقى جونستون شباكه نظيفة في أول مباريته وكان الحارس الأول خلال اعارته مع والسول.
في 17 أغسطس من عام 2013، اعير جونستون ليوفيل تاون لمدة ثلاثة أشهر.
في 31 يناير 2014 لعب جونستون على سبيل الإعارة إلى دونكاستر لمدة 4 أسابيع.
في 4 أبريل عام 2014، وافق مانشستر يونايتيد على تمديد اعارة جونستون حتى نهاية الموسم 2013-14 .

## المسيرة الدولية
لعب جونستون أول مباراة له مع فريق إنجلترا تحت 19 عاما ضد سلوفاكيا تحت 19 سنة في سبتمبر 2010.
كما فاز ببطولة كأس الأمم الأوروبية لكرة القدم عام 2010 تحت 17 عاما.
يوم 28 مايو من عام 2013، كان اسمه في تشكيلة المدرب بيتر تايلور لنهائيات كأس العالم تحت 20 سنة عام 2013.
لعب لأول مرة في 16 يونيو، في مباراة الفوز 3-0 ضد أوروغواي.

## روابط خارجية
- سام جونستون على موقع الاتحاد الدولي (مؤرشف)  (الإنجليزية)
- سام جونستون على موقع الاتحاد الأوربي (الإنجليزية)
- سام جونستون على موقع قاعدة بيانات كرة القدم.إي يو (الإنجليزية)
- سام جونستون على موقع ناشيونال فوتبول تيمز (الإنجليزية)
- سام جونستون على موقع Soccerbase.com (لاعب) (الإنجليزية)
- سام جونستون على موقع Soccerway.com (الإنجليزية)
- سام جونستون على موقع عالم كرة القدم.نت (الإنجليزية)
- سام جونستون على موقع AS.com (الإسبانية)